# Parc national de Sapo
Le parc national de Sapo est un parc national situé dans le comté de Sinoe, au Libéria. C'est la plus grande zone protégée de forêt tropicale du pays
et son unique parc national,. Il abrite la deuxième plus grande zone de forêt tropicale humide primaire en Afrique de l'Ouest après le parc national de Taï en Côte d'Ivoire.
L'agriculture, la construction, la pêche, la chasse, les établissements humains et l'exploitation forestière sont interdits dans le parc,. 
Le parc national de Sapo est situé dans l'écosystème forestier Haut-guinéen
un point névralgique de la biodiversité (Biodiversity hotspot) qui abrite l'une des « plus grandes diversités d'espèces de mammifères de toutes les régions du monde », selon Conservation International,,
et dans la région écologique des forêts de plaine de l'ouest guinéen selon la liste des régions écologiques du Fonds mondial pour la nature

## Histoire

### Désignation et début de l'histoire du parc
En 1976, le gouvernement libérien créait la Liberian Forestry Development Authority pour gérer et préserver les ressources forestières du pays. Un an plus tard, en 1977, était créée la Division of Wildlife and National Parks sous la direction d'Alexander Peal, qui resta à sa tête jusqu'en 1990. En 1982, Peal proposait la création de sept zones protégées au Libéria, dont trois parcs nationaux. Mais c'est seulement le parc national de Sapo — qui doit son nom à la tribu Sapo (ou Sao) qui vit dans le parc — qui fut officiellement créé en 1983,, par le Conseil de rédemption populaire. À cette époque et pendant vingt ans, le parc a une superficie de 1 308 km2 situés à l'est du fleuve Sinoe et au sud au sud de la montagne Putu,. Le parc initial a eu ses limites fixées et son plan de gestion élaboré par la Division of Wildlife and National Parks, en coopération avec le Fonds mondial pour la nature, l'Union internationale pour la conservation de la nature et le Corps de la Paix,.
Tout au long de son histoire, le parc national de Sapo a été menacé par une agriculture, une  chasse, une exploitation forestière ou minière illégales, « toutes pratiques exacerbées par l'extrême pauvreté » et l'instabilité sociale et politique du pays. Toutefois, au début des années 1990, le centre de surveillance de la conservation de la nature a reconnu que « les projets de développement rural autour du parc et l'acceptation générale de son existence ont contribué à minimiser les conflits potentiels ». Jusque dans les années 1990, le braconnage sera limité en raison de diverses initiatives, financées par l'Agence des États-Unis pour le développement international qui a fait des villageois des parties prenantes à la préservation du parc.

### La guerre civile au Libéria
Au cours de la première guerre civile libérienne, le parc national de Sapo est tombé aux mains des forces rebelles et une grande partie de l'infrastructure du parc et du matériel a été endommagée ou détruite,
notamment les bâtiments d'un orphelinat pour la réadaptation de la faune à la vie sauvage construits en 1989 et financés par les Amis des animaux. Des trente-trois employés que comptait le parc, trois au moins ont été tués et sept ont tout perdu,. L'ampleur de l'exploitation illégale des ressources à l'intérieur du parc au cours de la période de contrôle des rebelles est contestée. John Terborgh, professeur de sciences de l'environnement et de biologie à l'Université Duke, écrit qu'il y a eu « abattage d'arbres pendant la guerre ».
Toutefois, Peal reconnait que l'exploitation forestière du parc a été limitée, que l'agriculture et la chasse ont été réduites au minimum par suite des déplacements de population, notamment l'exode de la population de plus de deux douzaines de villages entourant le parc et par le climat d'insécurité qui régnait dans la région, au point que les populations animales ont en fait augmenté pendant les années de guerre,. William Powers, un prêtre du Secours catholique affecté au Libéria de 1999 à 2001, a noté que le parc a servi de refuge pendant la guerre pour à de petits groupes de personnes, qui cherchaient de la nourriture pour survivre. L'exploitation forestière et le braconnage sont devenus plus fréquents après la fin de la guerre en 1996.
En 2002, des accusations ont été portées contre le président Charles Taylor lui reprochant d'avoir accordé une concession d'une valeur de plusieurs millions de dollars U.S à une société d'exploitation de bois basée à Hong Kong, la Oriental Timber Company pour exploiter la forêt à l'intérieur des limites du parc. L'argent aurait été gardé par Taylor ou utilisé pour garantir la loyauté des différents chefs de guerre, ou pour armer les forces loyalistes au cours de la Seconde guerre civile libérienne (1999-2003) et embaucher des mercenaires d'Afrique du Sud,.  Le ministre de l'Information du Libéria, Reginald Goodridge, a nié ces allégations, en notant qu'aucune preuve d'exploitation forestière n'avait été constatée au cours d'une visite de deux semaines dans le parc faite par une équipe de la National Geographic Society.

### L'après-guerres
Fauna and Flora International et World Wildlife Fund (WWF) ont travaillé avec la Forestry Development Authority du Libéria et la Society for the Conservation of Nature of Liberia (SCNL) pour préparer sur une période de deux ans la relance de l'exploitation du parc. Financée principalement par Darwin Initiative du Department for Environment, Food and Rural Affairs du Royaume-Uni et le WWF à partir de 2000-2002, l'opération avait pour but de remettre en route une direction pour le parc, d'obtenir la collaboration de ses habitants et de donner au Libéria la capacité de gérer la conservation et la planification de l'ensemble. Le SCNL a également reçu une subvention de la Fondation Whitley pour commencer un programme de surveillance des grands mammifères. 
Il y a eu de très lents progrès dans la mise en place de zones protégées au Libéria. Le parc national de Sapo, créé en 1983, a été la première zone protégée.  L'approbation de la Sapo National Park Act (An Act for the extension of the Sapo National Park) du 10 octobre 2003 a porté la taille du parc à 1 804 km2 ce qui constitue une augmentation de plus de 37 % de sa superficie. La loi a reconnu que le parc était « au cœur d'un immense bloc de forêts de l'écosystème forestier de la Haute-Guinée important pour la conservation de la biodiversité au Libéria et dans l'ensemble de l'Afrique de l'Ouest ». La réserve naturelle du mont Nimba, qui couvre 13 500 ha soit quatre pour cent des forêts du Libéria, a été créée dans le même temps, devenant la deuxième zone protégée du Libéria,.
La paix qui a suivi la conclusion de la deuxième guerre civile au Libéria a donné lieu à de nouvelles menaces pour le parc. Des groupes de combattants et de civils s'y sont installés pendant les derniers mois du conflit, certains pour échapper à la guerre, d'autres pour récolter le bois ou pour essayer de trouver de l'or.
L'afflux de personnes dans le parc a continué après la fin de la guerre, finissant en une véritable ruée vers l'or. Accompagnant ou à la suite des prospecteurs, arrivaient des chasseurs, dont de nombreux ex-combattants, qui tuaient les animaux du parc pour vendre la viande aux colons. En mars 2005, on estime que 5 000 personnes vivaient dans le parc selon la Mission des Nations unies au Libéria. Bien que des efforts aient été entrepris pour chasser ces squatters, le parc n'a pas été complètement vidé jusqu'à la fin août-début septembre 2005, et ensuite seulement par le biais de la participation de la conservation, le gouvernement du Liberia, des Nations unies et les forces de maintien de la paix,.
En raison de son éloignement et de la quasi-absence d'aménagements tels que des logements et des hôtels pour touristes, il y a peu de visiteurs au parc national de Sapo. L'entrée dans le parc est interdite sans l'autorisation de la Forestry Development Authority. Il n'y a pas de routes menant au parc, de sorte qu'il faut y aller à pied. Le parc ne possède pas non plus de pistes aménagées.

## Géographie et climat
Le parc national de Sapo est situé dans le comté de Sinoe au sud-ouest du Libéria. Il couvre une superficie de 1 804 km2. Il est bordé au nord par la montagne Putu et à l'ouest par la rivière Sinoe. Le parc est assez homogène, plat et marécageux, topographie favorable à une grande zone de forêt inhabitée,. Sa partie sud-est est une région de collines moutonneuses aux altitudes relativement basses (environ 100 m) tandis qu'au nord on trouve des crêtes escarpées culminant à des altitudes d'environ 400 m. Il existe de nombreux petits ruisseaux et rivières circulant entre ces crêtes. La Sinoe est la plus grande rivière du parc. Le mont Putu (640 m) est le point culminant du parc. 
Le parc a un climat tropical, avec des températures comprises entre 22 et 28 °C. La forêt a une humidité relative moyenne de 91 %. Les précipitations annuelles à Basintown, à 4 km au sud du quartier général du parc, ont été en moyenne de 2 596 mm dans les années 1980. Dans le parc, la saison sèche va de novembre à avril et la saison des pluies de mai à octobre. Janvier et décembre sont les mois les plus secs et mai et août les plus humides. Il y a une période mi-sèche avec une baisse des précipitations en juillet, période qui parfois se prolonge en août. Pendant la saison sèche, beaucoup de petits ruisseaux sont à sec montrant leur lit fait de sable et de rochers. En saison sèche même les plus grands cours d'eau voient leur débit diminuer, exposant chutes d'eau et bancs de sable. En saison des pluies, le niveau des rivières peut augmenter de plus de 4 m en quelques heures et inonder les forêts près des cours d'eau.

## Flore
Le Libéria possède la plus grande partie restante de l'écosystème forestier de Haute-Guinée avec environ 42 % du reste de la forêt. Les 58 % restants sont répartis entre la Côte d'Ivoire (28 %), le Ghana (16 %), la Guinée (8 %), la Sierra Leone (5 %) et le Togo (1 %). On estime que seulement 40 à 45 % du couvert forestier original reste encore en place au Libéria et que moins de 30 % de sa superficie est couverte par des forêts primaires.
Ses étendues de forêts étaient autrefois continues, mais sont maintenant fragmentées en blocs isolés les uns des autres à la suite de l'exploitation forestière, de la construction de routes, de la mise en cultures et des constructions. Avant la guerre civile, la Forestry Development Authority avait calculé que près de 35 % de la forêt d'origine du Libéria était « inviolée », que 45 % avait « subi la main de l'homme mais restait productive » et que 20 % avait « subi la main de l'homme et était devenue improductive ». La forêt du parc national de Sapo est l'un des derniers blocs de forêts ombrophiles tropicales de plaine et l'une des moins perturbées des forêts humides de plaine d'Afrique de l'Ouest. 
Le parc est l'un des endroits les plus riches en espèces florales du pays avec de nombreuses espèces endémiques,. Une enquête de 1983 sur le parc a montré qu'il était composé de 63 % de forêt primaire et secondaire mature, 13 % de forêts de marécages, 13 % de forêts périodiquement inondées et 11 % de jeunes forêts secondaires. La forêt est luxuriante, avec des arbres pouvant atteindre une hauteur de 70 m. Le couvert forestier a une hauteur variant de 12 à 32 m avec une altitude moyenne de 25 m. Parmi les espèces de plantes trouvées dans le parc on peut citer les légumineuses Tetraberlinia tubmaniana et Gilbertiodendron splendidum et l'arbre Brachystegia leonensis.

## Faune

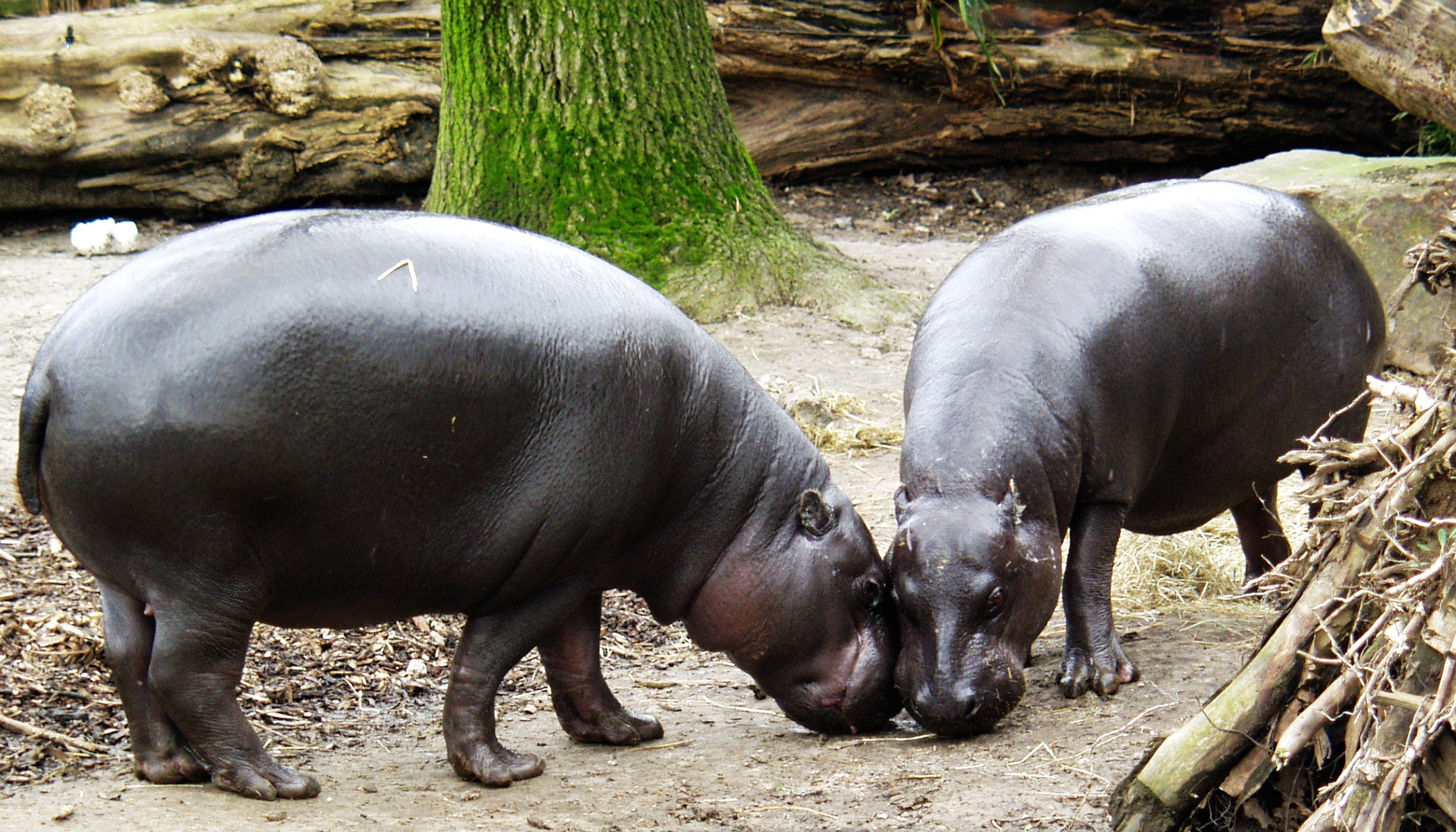
Le parc abrite la plus grande population d'hippopotames pygmées du Libéria.

Le parc national de Sapo est un « centre régional d'endémisme »
et de biodiversité, accueillant à la fois environ 125 espèces de mammifères et 590 types d'oiseaux
dont un certain nombre d'espèces menacées
comme le chat doré africain, le drill, le Malimbe de Ballmann, la mangouste du Libéria, la pintade à poitrine blanche et le picatharte de Guinée. Le parc abrite également la civette africaine, le Pygargue vocifère, le perroquet gris du Gabon, l'hylochère, le Touraco géant, la loutre à cou tacheté, le chevrotain aquatique, trois espèces de pangolins, sept espèces de singes (dont l'espèce en danger Cercopithèque diane), des crocodiles, des léopards,
des guêpiers, des aigrettes, des calaos, des martins-pêcheurs, des rolliers et des souimagas,,.
Avant la création officielle de parc national de Sapo en 1983, il n'y avait eu aucune étude systématique des populations de chimpanzés au Libéria. Depuis lors, diverses enquêtes ont confirmé l'existence de chimpanzés (Pan troglodytes) vivant dans le parc national de Sapo, principalement dans la partie centrale et l'ouest du parc avec des estimations de population allant de 500 à 1640 individus. Le peuple Sapo qui vit dans la région a une vénération pour les chimpanzés et, par conséquent, ne les chasse pas,.

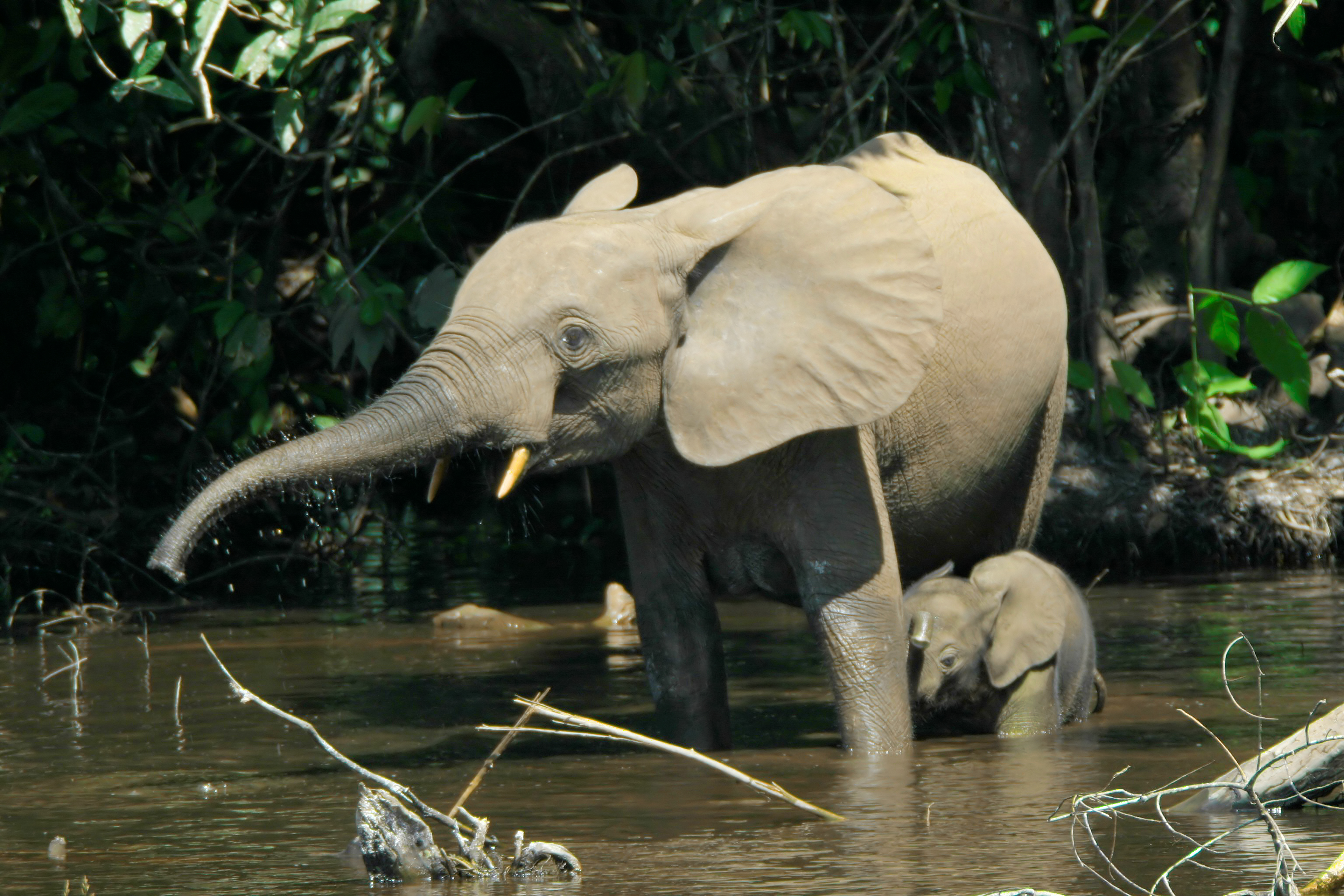
Le parc national de Sapo a accueilli jusqu'à 500 éléphants de forêts d'Afrique au début des années 1980.

Sept espèces de céphalopes vivent dans le parc national de Sapo comme les vulnérables Céphalophes de Jentink (Cephalophus jentinki) et Céphalophes-zèbres (Cephalophus zebra). Le Céphalophe à bande dorsale (Cephalophus dorsalis) et le Céphalophe de Maxwell (Philantomba maxwellii) sont signalés comme localement abondants.
Le parc national de Sapo abrite des populations d'hippopotame pygmée (Hexaprotodon liberiensis), une espèce menacée protégée au Libéria par la loi Wildlife and National Park Act of 1988. Trouvée uniquement en Afrique de l'Ouest, la population sauvage d'hippopotames pygmées est estimée à moins de 3000 individus. Selon l'Union internationale pour la conservation de la nature (UICN), les efforts de conservation visant à protéger l'espèce ont « toujours été plus efficaces dans le parc national de Sapo […] où la protection est bonne ». Selon un plan d'action publié par la commission des espèces menacées de l'IUCN, le parc national de Sapo est « le seul choix réaliste » d'une « zone de conservation appropriées » pour l'hippopotame pygmée. En février 2008, des caméras automatiques se mettant en route à la chaleur et au mouvement placées dans le parc national ont pris la première des photos de l'hippopotame pygmée jamais prise au Libéria,. Les photos ont confirmé le maintien de la présence de l'espèce à l'intérieur des limites du parc ; auparavant, les scientifiques ne savaient pas si la population d'hippopotame pygmée vivant dans le parc avait survécu à la guerre civile, au braconnage et à l'exploitation forestière,.
L'éléphant de forêt d'Afrique (Loxodonta cyclotis), une autre espèce en danger, est également présente dans le parc national de Sapo, avec une population estimée à « pas moins de 500 » têtes au début des années 1980, puis entre 313
et 430
pour la fin de la décennie, mais l'UICN considère les plus récents sondages, les deux derniers qui s'appuient sur des comptages de bouses comme de faible qualité et fiabilité,.